# Strip-till

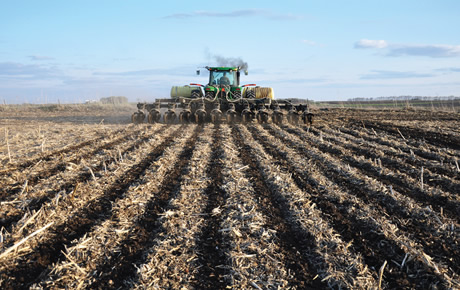
Passage d'un équipement de labour superficiel Strip-till dans une plantation de maïs, Minnesota du sud, États-Unis

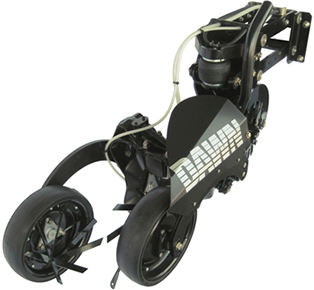
Unité Strip-till Pluribus

Le Strip-till - en français « travail du sol en bandes », dérivé des mots anglais strip : "bande" et till : "labour" - est une technique d'agriculture de conservation largement répandue en Amérique du Nord qui commence à apparaitre en France. Ceci permet de se convertir au semis direct par la suite.
Cette technique consiste à préparer et fissurer les lignes de semis des cultures en rangs. Ce travail du sol minimaliste est une technique culturale simplifiée qui permet de gagner du temps, d'économiser du carburant et d'améliorer les rendements.

## Matériel
Les Strip-tillers sont constitués de plusieurs lames ou outils montés sur un bâti et adaptés à un type de sol ou de culture : lames fissuratrices, rouleaux concaves pour accélérer le réchauffement du sol, roues en V ou roues à doigts, disques lisses ou crénelés.
La solution universelle n'existe pas en matière de Strip-till. En terres argileuses, il est conseillé de passer le Strip-tiller en automne pour que l'alternance gel dégel complète le travail. Pour le colza, le strip-till est compatible avec un semis direct mais le précèdera de quelques jours ou quelques semaines pour les semis de printemps afin de laisser au sol fissuré le temps de se réchauffer et de minéraliser.